# 拉布拉多洋流

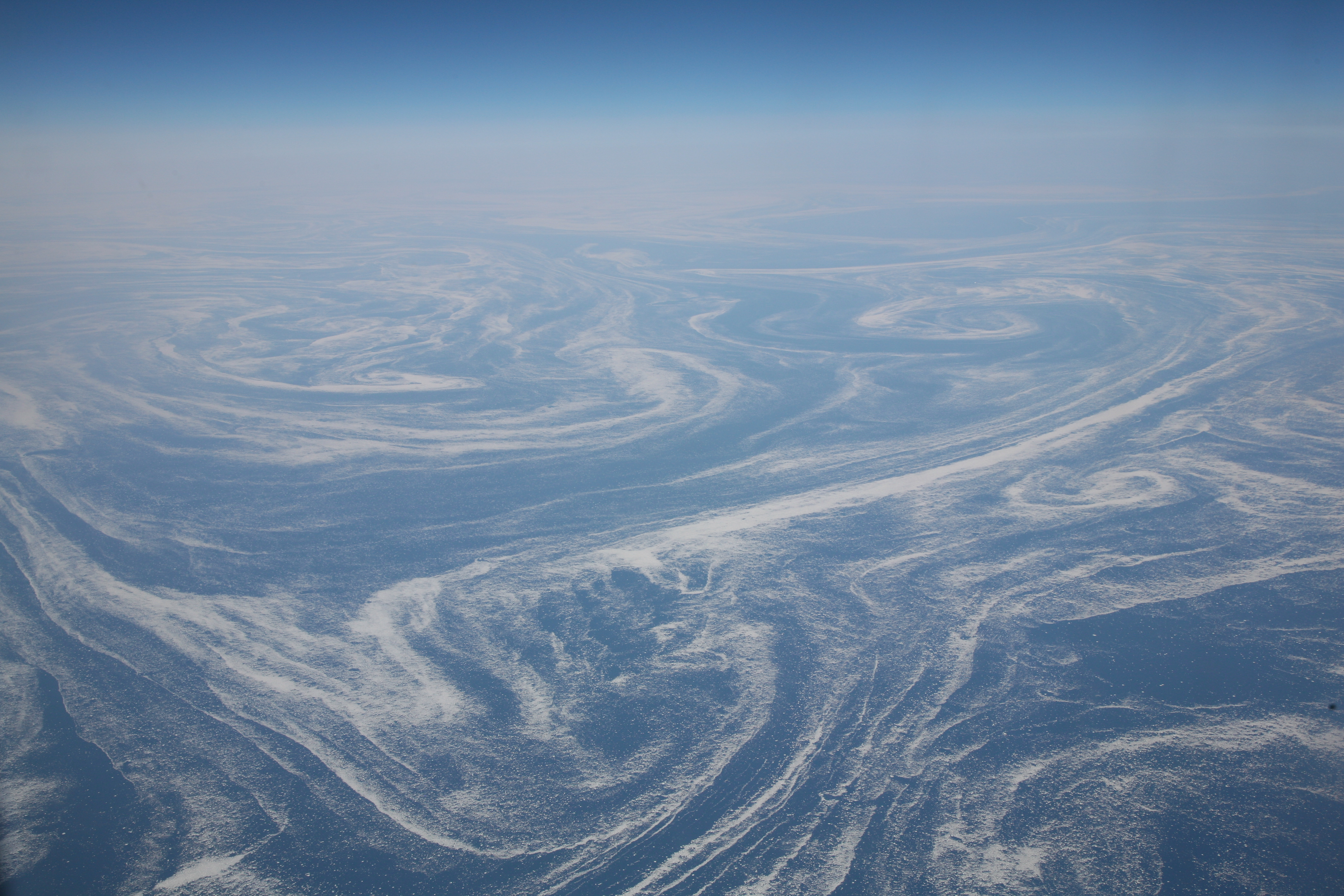
拉布拉多洋流漩涡的照片

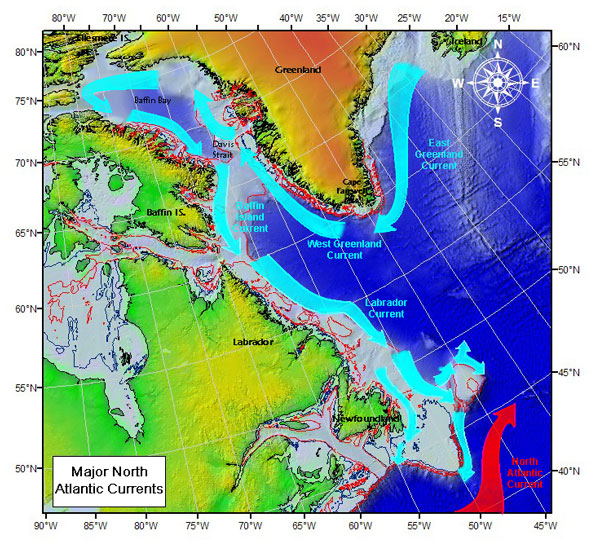
拉布拉多洋流地图

拉布拉多洋流（Labrador Current）為一個在北大西洋的冰凍洋流由北冰洋南部沿著加拿大拉布拉多省（Labrador）岸邊，經過紐芬蘭島，再向南流向新斯科舍。拉布拉多洋流為巴芬島洋流（Baffin Island Current）及西格陵蘭洋流（West Greenland Current）的伸延。

## 魚場的促成
拉布拉多洋流與溫暖的墨西哥灣流在紐芬蘭大淺灘相會，另外兩者亦在北卡羅萊納州外灘群島（Outer Banks）的北方再次相會。以上兩個洋流的融合形成大霧，造成全球最富饒的魚場之一。

## 冰山的運送
在春天及夏天早期，拉布拉多洋流運送由格陵蘭冰川而來的冰山向南至大西洋船運航線。

## 水溫的冷卻
拉布拉多洋流的水對加拿大近大西洋的省份及新英格蘭有冷卻效果，但其在鱈魚角南方的溫度影響並不明顯。以上的情況可以由北方林木線（tree line）比較西伯利亞、歐洲或加拿大西部更南15度的現象觀察到。

## 流量及流速的轉變
拉布拉多洋流的流量被認為含有大量正壓成分。早期（1978年）估計認為洋流可能因為顯著的正壓流量成分比以地轉（geostrophic）估計的強勁30%。（1988年）的計算顯示拉布拉多洋流的正壓流量為7.6百萬立方米/秒（即斯維爾德魯普, Sv），而地轉流量只為4.1Sv（由國際冰情巡邏隊（International Ice Patrol, IIP）資料得出）。如果地轉流量只增加30%（因為正壓成分），則流量應該只為5.3Sv，所以其高流量被認為是包含由深水繫泊得出的深海洋流。拉布拉多洋流在大陸棚外緣的流速約為0.3-0.5 ms-1。包括正壓成分後，拉布拉多洋流大陸棚分支的流量為3Sv，而坡度分支流量為16Sv。拉布拉多洋流的近岸分支闊度約為100公里，深度為150公里。拉布拉多洋流流經阿瓦隆海峽（Avalon Channel）後在弗萊明角（Flemish Cap）分開，其軌跡可以用衛星的浮標軌跡觀察到。在弗萊明海峽（Flemish Pass）中，有報告指出拉布拉多洋流闊度減至50公里，流速為25 ms-1，但報告認為實際應該是30 ms-1。

## 外部連結
- Surface Currents in the Atlantic Ocean（页面存档备份，存于）